# Francis Hunter
Francis Hunter, né le 28 juin 1894 à New York et mort le 2 décembre 1981, est un ancien joueur de tennis américain.
Il est surtout connu pour sa médaille d'or obtenue aux Jeux olympiques d'été de 1924 à Paris dans le double messieurs avec Vincent Richards. Il a longtemps secondé Tilden, notamment en double, au sein de l'équipe américaine de Coupe Davis.
Francis Hunter est membre du International Tennis Hall of Fame en 1961.

## Palmarès

### En Grand Chelem

#### En simple
- Wimbledon : finaliste en 1923
- US Open : finaliste en 1928 et 1929

#### En double
- Wimbledon : vainqueur en 1924 et 1927
- US Open : vainqueur en 1927

### En double mixte
- Wimbledon : vainqueur en 1927 et 1929
- Internationaux de france de tennis (Roland Garros) : finaliste en 1928 et 1929

### Autres résultats
- 1924 - Jeux olympiques d'été : médaille d'or en double hommes avec Vincent Richards
- US Pro Championship : finaliste en 1933